# Saoutchik

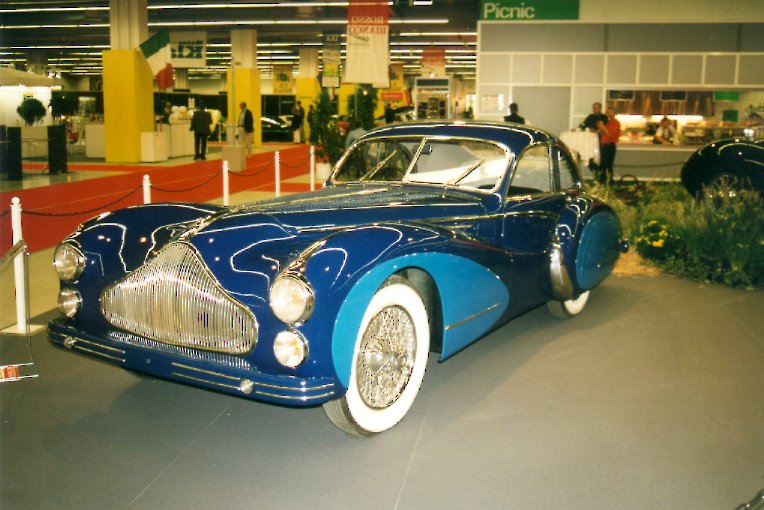
Talbot-Lago T150 med Saoutchik-kaross.

Saoutchik var en fransk karossmakare, med verksamhet i Neuilly-sur-Seine.
Jacques Saoutchik, född i Ukraina 1880, startade sitt företag 1906. Han byggde karosser av hög kvalitet på chassin från bilar som Delahaye, Hispano-Suiza, Mercedes-Benz, Pegaso, Talbot-Lago och Voisin. Under tjugo- och trettiotalen räknades Saoutchik till Frankrikes främsta karossmakare.
Efter andra världskriget minskade efterfrågan på dyra specialkarosser drastiskt och alltfler tillverkare införde självbärande karosser som försvårade karossmakarnas arbete. Sonen Pierre Saoutchik tog över företaget 1952, men tvingades lägga ned verksamheten 1955.